# Kuoni
Il Gruppo Kuoni è un operatore turistico internazionale specializzato nella programmazione di viaggi a medio e lungo raggio che ha sede a Zurigo, in Svizzera.

## Storia

### Gli inizi
Si iniziano ad avere informazioni certe sulla famiglia Kuoni dalla metà del XIX secolo, quando i fratelli Johann Ulrich Kuoni (1807) e Johann Friedrich Kuoni (1817) - insieme ad altri industriali di Coira - raggiunsero il monopolio della rete stradale commerciale che collegava il Cantone dei Grigioni (di cui fa parte Coira), assicurando così a Coira il mantenimento del suo stato di metropoli commerciale. Nel 1848, quando la prima costituzione federale promise di unificare le strade e i sistemi monetari dei cantoni svizzeri promuovendo la libertà di commercio e di trasporto, i fratelli Kuoni acquistarono la “Karlihof” di Zurigo, facendone la sede operativa della loro crescente attività di trasporti.
Il 1º febbraio 1894 nacque la “Gebrüder Kuoni Zurich” (Fratelli Kuoni Zurigo): Hermann, Ulrich e Simon Kuoni si specializzarono inizialmente nei trasporti su gomma e in un secondo momento si dedicarono al trasporto su rotaia rilevando la Nordostbahn, la prima azienda di trasporti su rotaia. Nel 1908 la compagnia stipulò un contratto decennale con le Ferrovie Federali Svizzere, inaugurando un periodo di crescita commerciale. Lo sviluppo della "Gebr. Kuoni" vide la divisione della compagnia in due sezioni indipendenti: una dedicata al trasporto di materiali (Kuoni Transport & Logistik) e una dedicata all'organizzazione di viaggi (Kuoni Reisen).

### Alfred Kuoni e Thomas Cook
Alfred Kuoni seguì una formazione universitaria all'estero (prevalentemente in Inghilterra) e tornò in Svizzera per unirsi all'azienda di famiglia, all'età di 31 anni. Alfred Kuoni lavorò a Bradford, entrando in contatto con la società e la cultura inglesi: ebbe così modo di conoscere anche Thomas Cook.
Thomas Cook nel 1841 iniziò a organizzare tour di gruppo, inizialmente per associazioni religiose e successivamente si estese su scala globale. La sua esperienza rese evidente la possibilità di sfruttare i mezzi di trasporto dell'epoca anche per il turismo, creando biglietti su tratti ferroviari in diversi paesi, vendendo anche voucher per soggiorni in hotel, guide e pubblicazioni di viaggio.
Alfred Kuoni iniziò a replicare quanto aveva avuto modo di conoscere in Inghilterra, entrando in concorrenza con le due agenzie di viaggio presenti a Zurigo: Meiss & Co. e un ufficio di Thomas Cook. Il primo pacchetto viaggio offerto era in effetti molto modesto: un viaggio di gruppo al Dolder Park al costo di 1 franco per persona: il Parco di Dolder non distava più di due o tre chilometri dalla sede dell'agenzia. Il secondo viaggio offerto era un “adorabile viaggio in treno”, che arrivava però solo alla fine della città di Zurigo. Ma i primi veri viaggi all'estero sono stati quelli organizzati a bordo della Thalia (lo yacht di Austrian Lloyd) e in treno per visitare Lione, Marsiglia, Nizza, Montecarlo, Genova e Milano con una visita speciale a Nîmes per assistere alla corrida dei tori.
Nel 1909 il programma di viaggi Kuoni comprendeva già una traversata della Cabilia con una visita a Cartagine e una spedizione alle cascate del Nilo. Il primo viaggio in Egitto costò 2.750 franchi, una fortuna per l'epoca (lo stipendio annuale di un impiegato presso le agenzie Kuoni era all'epoca in media di 110 franchi).

### Kuoni oggi
Oggi Kuoni è un tour operator con sedi in Asia, Africa, Stati Uniti ed Europa: Zurigo è ancora la sede centrale che controlla e coordina le filiali dislocate nei vari paesi. Nel tempo Kuoni si è specializzato nei viaggi a medio e lungo raggio, organizzando collaborazioni con compagnie di trasporto.